# Sewadjkara II
Sewadjkara (Sewadjkara II) (fl. XVIII secolo a.C.) è stato un sovrano egizio inserito nella XIV dinastia.

## Biografia
Questo sovrano, come molti altri della stessa dinastia, è conosciuto solamente attraverso il Canone Reale

## Liste reali
| N5 | s | M13 | D28 | Z1 |

| N5 | s | M13 | D28 | Z1 |

| N5 | s | M13 | D28 | Z1 |

| N5 | s | M13 | D28 | Z1 |

| N5 | s | M13 | D28 | Z1 |

| N5 | s | M13 | D28 | Z1 |

| N5 | s | M13 | D28 | Z1 |

| N5 | s | M13 | D28 | Z1 |

## Cronologia
| Periodo                    | Dinastia | periodo di regno                            |
| Secondo periodo intermedio | XIV      | tra il 1760 a.C. e il 1720 a.C. (± 50 anni) |

| predecessore: Merdjefara | Signore del Basso e dell'Alto Egitto | successore: Nebdjefara |

| Dinastie contemporanee | Capitale |
| XIII                   | Ity Tawy |